# Emarginula pustula
Emarginula pustula là một loài ốc biển, là động vật thân mềm chân bụng sống ở biển thuộc họ Fissurellidae.